# Nguyễn Thanh Đồng
Nguyễn Thanh Đồng (1920–1972), tên thật Nguyễn Trung, bí danh Quốc Trung, là một nhà cách mạng, chỉ huy quân sự Việt Nam.

## Hoạt động cách mạng
Nguyễn Trung sinh năm 1920 ở Kim Bài, quận Thanh Oai, tỉnh Hà Đông, nay là thị trấn Kim Bài, huyện Thanh Oai, Thành phố Hà Nội. Năm 1937, ông được kết nạp vào Đảng Cộng sản Đông Dương, hoạt động ở Trung Quốc. Năm 1938, ông về nước hoạt động ở Thất Khê (Lạng Sơn).
Tháng 6 năm 1939, ông bị bắt và nhận án 2 năm tù treo. Đầu năm 1940, sau khi ra tù, ông sang Trung Quốc để chắp nối với các đồng chí trong Đảng và bắt được liên lạc với Lý Thụy (Nguyễn Ái Quốc). Nhận chỉ thị của Nguyễn Ái Quốc, ông tìm cách thâm nhập vào các tổ chức người Việt ở Trung Quốc. Năm 1940, ông gia nhập tổ chức Việt Nam Phục quốc Đồng minh Hội (thành lập tại Trung Quốc, nhưng các thành viên có xu hướng thân Nhật Bản) ở Thất Khê.
Năm 1941, ông được tổ chức Đảng Cộng sản đưa vào học tại Trường Quân sự Điều Động của chính quyền Trung Hoa Quốc dân Đảng. Theo một số ghi chép, sau khi tốt nghiệp, ông được giao chỉ huy một đơn vị Biệt động quân tại Nam Ninh. Tiếp đó, ông cùng Phạm Viết Tử được tổ chức Đảng giao nhiệm vụ tham gia Việt Nam Cách mệnh Đồng minh Hội như một đại diện ở Mặt trận Việt Minh. Trong thời gian Hồ Chí Minh (Nguyễn Ái Quốc) bị giam lỏng ở Liễu Châu, ông cùng Hoàng Điền được giao nhiệm vụ là người liên lạc giữa Hồ Chí Minh với tổ chức, cụ thể là các Đảng viên cộng sản đang học tập quân sự ở Quảng Tây.
Tháng 3 năm 1944, ông tham gia Đại hội đại biểu các đoàn thể cách mạng Hải ngoại do tướng Quốc dân Đảng Trương Phát Khuê tổ chức với tư cách đại biểu học sinh Việt Minh ở Nam Ninh, cùng với Trương Bội Công, Nguyễn Hải Thần, Vũ Hồng Khanh, Nghiêm Kế Tổ, Trương Trung Phụng, Trần Báo, Nông Kính Du, Bồ Xuân Luật, Trần Đình Xuyên, Lê Tùng Sơn, Nguyễn Tường Tam, Hồ Đức Thành, Hồ Chí Minh và Lâm Bá Kiệt. Ông là người phụ trách báo Đồng Minh của Việt Cách tại Liễu Châu dưới sự chỉ đạo của Hồ Chí Minh. Sau khi Hồ Chí Minh về nước (tháng 8 năm 1944), ông ở lại phụ trách theo dõi hoạt động của quân đội Trung Quốc tại biên giới Việt–Trung.

## Binh nghiệp
Tháng 1 năm 1945, ông về nước và tham gia các hoạt động quân sự ở tỉnh Cao Bằng. Tháng 3, ông tham gia chỉ huy cướp chính quyền ở châu Hà Quảng, thành lập Ủy ban nhân dân lâm thời. Tháng 8, ông là Ủy viên Ủy ban khởi nghĩa tỉnh Cao Bằng, chỉ huy nổi dậy giành chính quyền trong tỉnh.
Tháng 11, ông tham gia quân ngũ và được bổ nhiệm làm Chuyên viên giúp việc Bộ trưởng Bộ Quốc phòng. Tháng 1 năm 1946, ông được bổ nhiệm làm Chính trị ủy viên Chiến khu 4 thay Hồ Tùng Mậu. Tháng 2 năm 1946, Bộ Chỉ huy Chiến khu 4 tiếp nhận trường Quân chính của Xứ ủy Trung Bộ chuyển từ Huế (Thừa Thiên) ra Cẩm Xuyên (Hà Tĩnh), giao cho ông phụ trách. Sau khi quá trình di chuyển hoàn tất, ông được phân công làm Hiệu trưởng trường Quân chính Liên khu 4.
Đầu năm 1948, ông được điều về Bộ Tổng Tư lệnh, giữ chức vụ Trưởng phòng Giáo dục thuộc Cục Quân huấn. Năm 1949, ông là Chính trị viên Trường Sơ cấp Bộ Tổng Tư lệnh. Ngày 11 tháng 7 năm 1950, ông được bổ nhiệm làm Phó Cục trưởng Cục Quân huấn thuộc Bộ Tổng tham mưu. Khoảng tháng 1 năm 1954, ông cùng Cục trưởng Lê Quang Hòa đều bị bệnh phải đi điều trị.
Tháng 4 năm 1958, sau một thời gian dài nghỉ ngơi điều trị, ông được bổ nhiệm chức vụ Chánh văn phòng Bộ Tư lệnh Pháo binh. Tháng 12, thụ phong quân hàm Thượng tá. Năm 1962, ông mắc bệnh hiểm nghèo, được Đảng và Nhà nước cho nghỉ công tác đi chữa bệnh ở Trung Quốc, Liên Xô nhưng không khỏi. Tháng 2 năm 1972, ông qua đời ở Hà Nội.

## Vinh danh
- Huân chương Độc lập hạng Nhất[2]